# Virginia Brooks (Feministin)
Virginia Brooks (* 11. Januar 1886 in Chicago; † 15. Juni 1929) war eine amerikanische Frauenrechtlerin und Autorin, die wegen ihres publizitätsträchtigen Kampfes gegen Korruption und Prostitution in West Hammond bei Chicago auch „Joan of Arc of West Hammond“ genannt wurde. Ihr fiktives Buch über ein junges Mädchen, das im Rotlichtviertel von Chicago zur Prostitution gezwungen wird und der Alkohol- und Drogensucht verfällt, war ein mittlerer Bestseller. Die Autorschaft ihrer Werke ist umstritten.

## Unter ihrem Namen veröffentlichte Werke
- My Battles with Vice. The Macaulay Company, New York 1915. (Autobiographie)
- Little Lost Sister. Gazzolo and Ricksen, Chicago 1914. (Roman)
- The Crimson Stain. 1919. (Theaterstück)